# カウスェー
カウスェー（ビルマ語: ခေါက်ဆွဲ  、英語: Khow suey）とは、ミャンマーのシャン州の山岳地域で発祥したとされている、メモン族の麺料理である。
カウスェーは、エッグヌードル、カレーで味付けした牛肉・鶏肉をココナッツミルクや数多の調味料で味付けしたスープの中に入れた物である。レモンの切れ端をスパイスによく加える。この料理は、同じミャンマー料理のオンノ・カウスェーとココナッツミルクを使った麺料理という点で関連性がある。しかし、山岳地域では漁獲量の関係で魚醤を作ることが難しいため、オンノ・カウスェーには使われている魚醤が、カウスェーには使用されていない。なお、第二次世界大戦にビルマから亡命したインド人によって、インド東部にも広まった。